# Alpamare (Pfäffikon)
Koordinaten: 47° 11′ 57″ N, 8° 47′ 27″ O; CH1903: 702457 / 228463
Das Alpamare in Pfäffikon in der Schweiz ist ein überdachtes Erlebnisbad.
Es war das erste dieser Art in der Schweiz. Das Schwimmbadareal ist 25'000 m² gross und verfügt über zwölf Wasserrutschbahnen mit einer Länge von insgesamt 2,1 km sowie je ein Wellen-, Sprudel-, Sole- und Freiflussbad und einem Saunabereich.

## Geschichte
Das Alpamare wurde am 14. Juni 1977 eröffnet und entwickelte sich rasch zum damals grössten gedeckten Wasserpark Europas. 1985 wurde das Rio-Mare-Flussfreibad in Betrieb genommen. 1986 folgte die erste Alpabob-Anlage, danach vier Wasserrutschen mit einer Gesamtlänge von 500 Metern.
Im Jahre 1991 und 1999 wurde das Alpamare im Guinness-Buch der Rekorde eingetragen. 1998 wurde die Rutschbahn Thriller eröffnet, 1999 die «Balla Balla», 2004 die «Tornado». Zwischen 2005 und 2007 wurde in die Renovation des gesamten Freizeitparks investiert. Weiter kamen neue Angebote im Wellnessbereich dazu, 2008 die Rutschbahn «IceXpress» und 2012 die Bahn «KingCone». Im Jahr 2018 eröffnete die Rutschbahn «Jungle Run», welche aus zwei Bahnen besteht und damit ein Wettrennen ermöglicht.
1999 wurde das Alpamare von seinem Besitzer an die spanische Aspro-Ocio-Gruppe verkauft. Die Aspro-Gruppe ist mit 31 Betrieben in sieben europäischen Ländern der drittgrösste Betreiber von Wasser- und Freizeitparks in Europa.
Mit dem gleichnamigen Bad in Bad Tölz bestand eine Kooperation bei der Entwicklung von Rutschbahnen.
2016 wurde ein Alpamare in Scarborough, UK eröffnet.

## Ausstattung

### Bäder
Das Alpamare verfügt über vier Schwimmbecken mit einer Wasserfläche von total 2'750 m². Davon befinden sich drei im Aussenbereich und eines im Innenbereich. In einem Kleinkinderbereich werden Rutschen, Kinderplanschbecken und diverse Wasserspiele angeboten.

#### Aussenbereich
- Alpa-Therme (1977), 33 °C: Sprudelliegen, Unterwasser-Musik und eine Wasserfall-Grotte sowie kleines Kaltwasser-Nebenbecken.
- Jod-Sole-Therme (1977), 36 °C: nicht für Kinder unter 16 Jahren, mit Unterwassersprudler, Liegemulden.
- Rio Mare (Flussschwimmbecken; 1984), 27–30 °C: mit Rundstrom und zwei Whirlpools[5]

#### Innenbereich
- Wellenbad (1977), 28–30 °C: bei Dunkelheit virtuelle Gewitter mit Blitz, Donner und Regen.

### Rutschen

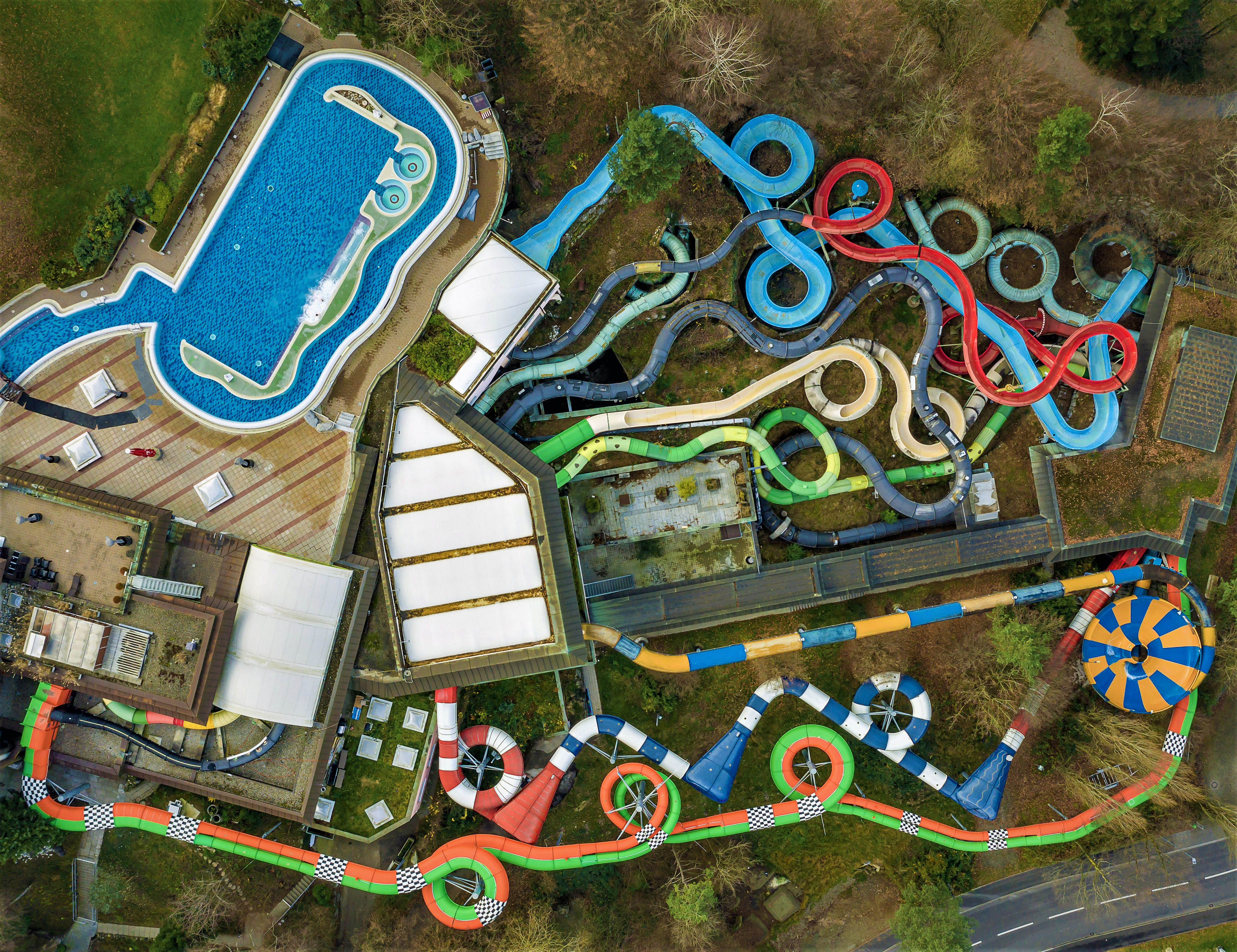
Wasserrutschbahnen und das Flussschwimmbecken von oben.

Es gibt elf Wasserrutschbahnen mit einer Länge von insgesamt 1,7 km.
- Alpa Bob: Rutschen auf Gummireifen durch Wildwasser und Stromschnellen. Klassische Crazy-River-Rutsche mit Zwischenbecken.
- Cobra: Röhrenrutsche, gerutscht wird auf dem Rücken. Die Rutschbahn wurde 2013 erneuert.
- Cresta Canyon: Raftingrutsche, gerutscht wird in Einzel- oder Doppelreifen
- Mini Canyon: eine klassische Körperrutsche
- Doppelbob: Rutsche vom Typ Crazy-River, Fahrt im Doppelreifen durch Stromschnellen.
- Thriller: In der 130 Meter langen, dunklen Röhre werden von Glasfaserlichtern Gestalten an die Wände projiziert.
- Balla Balla: Zuerst 111 Meter geschlossene schwarze Röhre, danach 150 Meter lange offen, somit insgesamt 261 Meter lang und damit die längste reine Körperrutsche Europas.
- Tornado: Nach einem Tunnel folgt ein grosser Trichter, in dem man drei bis vier Runden dreht und dann durch eine weitere Röhre ins Landebecken rutscht.
- IceXpress: 158 Meter lang, mit 11 Kurven. Es wird eine Eisgrotte durchfahren. Die Rutsche ersetzt den Niagara Canyon.
- KingCone: 153 Meter und drei schräggestellte Kegel, in denen man auf und ab schaukelt. Die Rutsche wird entweder mit Speedmatte oder mit Reifen benutzt.
- Jungle Run: besteht aus zwei Bahnen à 220 m mit 22 m Höhendifferenz und ermöglicht daher ein gleichzeitiges Wettrutschen von zwei Personen. Ersetzt den ehemaligen Start der Wildwasserbahn.

### Wellness
Im Alpamare gibt es einen Saunabereich mit Bio-Sauna, Finnischer Sauna, Spezial-Saunaaufgüsse und Dampfbad. Die Anlage ist in einen Herren- und Damenbereich aufgeteilt. Die Sonnenterrasse wird von Damen und Herren zusammen benutzt. Seit der Renovation im Jahr 2007 werden auch Massagen und Wellnessbehandlungen angeboten.